# Liste der Debian-GNU/Linux-Derivate
1. WEITERLEITUNG Liste von Linux-Distributionen#Debian-Derivate